# مجموعه‌سازی
{{|دلیمتن موربل=ارجاع درست به منابع|تاریخ=مه ۲۰۱۳}}
مجموعه‌سازی نخستین رکن کتابداری و اطلاع رسانی است. زیرا سایر فعالیت‌هاهای کتابخانه‌ای به‌طور مستقیم یا غیرمستقیم پس از مجموعه سازی شروع می‌شود. دو رکن دیگر کتابخانه یعنی سازماندهی و اشاعه اطلاعات به شدت متاثر از آن است.
مجموعه سازی برابر واژه ACQUISITION با ریشه فعل ACQUIRE است که در واژه نامه آکسفورد به معنی "عمل یا فرایند تهیه، خریدن یا کسب یک چیز" معنی شده‌است.
در واژه نامه‌های عمومی فارسی ACQUIRE، کسب کردن، بدست آوردن، صاحب شدن و برای خود کسب کردن معنا شده‌است و برای کلمه ACQUISITION معادل‌های،"فراگیری، تحصیل، اکتساب، مالکیت و تملک " انتخاب شده‌است.
در واژه نامه‌های تخصصی کتابداری و اطلاع رسانی و متون کتابداری برای ACQUISITION بیشتر واژه‌های "فراهم آوری و مجموعه سازی" انتخاب شده‌است.
در فرهنگ فشرده کتابداری و اطلاع رسانی "فراهم آوری یا مجموعه سازی "، فرایند فراهم آوری کتاب و دیگر منابع برای کتابخانه یا مراکز اطلاع رسانی تعریف شده‌است.
در دانشنامه کتابداری و اطلاع رسانی نیز فراهم آوری،"انتخاب، سفارش و دریافت منابع کتابخانه‌ای از راه خرید، اهدا یا مبادله، کنترل پیایندها و صحافی آنها " تعریف شده‌است.
مجموعه سازی عمل یا فرایند انتخاب، تهیه، خرید یا سایر روش‌های دسترس پذیر ساختن محتوای منابع اطلاعاتی مورد نیاز جامعه کتابخانه است.
مجموعه سازی که از آن با عنوان انتخاب و تهیه کتاب یا انتخاب و تهیه مواد کتابخانه یا فراهم آوری یاد می‌شود عبارت است از فرایندها و مسولیت‌هایی که طی آن مجموعه یک کتابخانه بر اساس یک طرح و خط مشی معین از طرق مختلف اعم از خرید، مبادله و اهدا تهیه می‌گردد و با انجام دادن روندها و فرایندهای ی این مجموعه به صورتی پویا، کارآمد و روزآمد حفظ و نگهداری می‌شود تا امکان دستیابی مراجعه کنندگان به آن فراهم گردد. هر چند در ابتدا ممکن است این فرایند به صورتی ساده یعنی خرید کتاب و دیگر منابع تعبیر شود ولی با تغییرات و تحولات جدید چه از نظر فناوری منابع و جامعه‌شناسی و مشکلات اقتصادی، مجموعه سازی فرایندی پیچیده و چند بعدی شده‌است که نیاز به شناخت چند جانبه دارد. به همین دلیل فرایند مجموعه سازی باید در چهار بخش عمده بررسی شود:
1. شناخت جامعه استفاده‌کننده از کتابخانه
2. شناخت و ارزیابی انواع منابع و رسانه‌ها
3. شناخت روش‌های مختلف تهیه منابع و ابزارهای مورد لزوم برای این فرایند
4. شناخت روش‌های پویا نگه داشتن مجموعه کتابخانه

از نظر ساختاری و تشکیلاتی بخش مجموعه سازی دارای سه واحد زیر است:
1. واحد انتخاب و سفارش کتاب
2. واحد انتخاب و سفارش نشریات ادواری
3. واحد اهدا و مبادله